# الكأس الممتاز الليبي 2022
بطولة الكأس الممتاز الليبي 2022 هي النسخة السابعة عشرة من بطولة الكأس الممتاز الليبي، والنسخة السادسة عشرة من البطولة بنظام المباراة الواحدة. نُظمت هذه البطولة بين نادي الاتحاد بطل الدوري الليبي الممتاز والأهلي طرابلس بطل كأس ليبيا، وهو ثاني لقاء بينهما، بينما كان الأول في بطولة 2006، ولُعبت المباراة على ملعب طرابلس في يوم 5 أبريل 2024، وقد فاز نادي الاتحاد فيها بالكأس الحادية عشرة له، بركلات الجزاء بنتيجة 6–5 بعد التعادل الإيجابي 1–1.

## المباراة
| الاتحاد              | 1–1   | الأهلي طرابلس            |
| -------------------- | ----- | ------------------------ |
| صالح الطاهر سعيد 15' | تقرير | محمد المنير 90' (ر.جزاء) |